# Лека Захария
Лека Захария (ум. 1444) — албанский феодал из рода Захарии, правитель Сати и Даньо. Единственный сын и преемник Коджи Захарии.

## Биография
После смерти своего отца Коджи Лека Захария унаследовал его владения (замки Сати и Даньо). В 1444 году Лека Захария стал одним из основателей Лежской лиги, созданной албанскими князьями для противодействия агрессии со стороны Османской империи.
Согласно историку Марину Барлетею, между Леком Захария и Леком Дукадини в 1445 году произошел конфликт во время церемонии бракосочетания Мамики Кастриоти (сестры Скандербега) и Музаки Топиа. Феодалы поспорили из-за Ирены Душмани, наследницы рода Душмани. Впоследствии Ирена стала женой Лека Захарии. На одном из празднеств, где собрались все члены Лиги, произошло кровавое столкновение между обеими сторонами, в результате которого Лека Дукаджини был тяжело ранен. Его спас итальянец Врана Конти, один из лучших военачальников Скандербега.
В 1447 году Лека Захария был убит в своём замке Даньо. В его убийстве был обвинен его враг Лека Дукаджини.
Венецианские документы сообщают, что это убийство произошло в 1444 году. Согласно венецианскому хронисту Стефано Магно, убийцей Лека Захарии был его вассал Николай Дукаджини, который убил его в бою. Стефано Магно также заявлял, что перед своей смертью Лека Захария выразил пожелания, чтобы его владения отошли к Венецианской республике.
Лека Захария скончался, не оставив наследников. Его столица — замок Даньо должен был перейти под контроль Лежской лиги, во главе которой стоял Скандербег. Но мать Лека Боза сдала Даньо венецианцам. Захват Даньо стал предлогом для начала Албано-венецианской войны, которая длилась два года. В конце концов замок Даньо остался под контролем венецианцев, которые стали платить ежегодную дань Скандербегу.